# شاه محمد خدابنده
شاه محمد خدابنده (۱۵۳۱ م – ژوئیهٔ ۱۵۹۵) چهارمین پادشاه ایران صفوی بود که از ۱۵۷۷ تا ۱۵۸۷ م حکومت کرد. او فرزند تقریباً نابینای شاه تهماسب یکم بود و پیش از سلطنت، به‌عنوان حاکم فارس منصوب شده بود. پس از مرگ تهماسب، در جنگ جانشینی به‌دلیل نابینایی از کشتار خانوادگی شاه اسماعیل دوم جان سالم به در برد و پس از کشته شدن اسماعیل از سوی امرای قزلباش به حکومت برگزیده شد. وی به علت نابینایی نتوانست با اقتداری مانند پدرش تهماسب حکومت کند و در دورهٔ کوتاه حکومت وی عثمانیان از اوضاع نابسامانی که پس از مرگ اسماعیل ایجاد شده بود استفاده کرده و تبریز را اشغال کردند. او به‌دلیل نابینایی مجبور بود که قزلباش‌ها را ساکت نگاه دارد؛ به‌همین‌دلیل پول‌های خزانه را به قزلباش‌ها می‌داد؛ بنابراین، پس از مدتی خزانه خالی شد.
تلاش‌های شاه محمد خدابنده برای بازپس‌گیری تبریز به‌دلیل اختلافات داخلی امرای قزلباش با شکست مواجه شد و این شهر تا زمان سلطنت فرزندش، شاه عباس بزرگ در تصرف عثمانیان باقی‌ماند. سلطنت کوتاه وی (به مدت ۱۰ سال) با به قدرت رسیدن عباس به کمک مرشدقلی خان، حاکم مشهد، به پایان رسید. با به سلطنت رسیدن عباس، وی کاملاً از امور سیاسی فاصله گرفت تا این که در سال نهم حکومت فرزندش عباس در قزوین به بیماری مبتلا شده و درگذشت. پیکر وی به عتبات نقل شده و در آنجا دفن شد.
شاه محمد خدابنده در جنگ‌های خراسان، محاصره قلعه نیشابور، محاصره قلعه تربت و نبرد تیرپل در مقابل پسرش عباس میرزا (شاه عباس بزرگ آینده) و علی‌قلی‌بیگ گورکان شاملو جنگید. جنگ‌های طولانی و طاقت‌فرسای شاه محمد خدابنده و شاه عباس بزرگ با عثمانی (بین سال‌های ۱۵۷۸ تا ۱۵۹۰) در زمان مراد سوم اتفاق افتاد.

## لقب خدابنده
تاریخ عالم آرای عباسی می‌گوید از کودکی لقب خدابنده داشت ولی برخی از مؤرخان نوشته‌اند که چون پس از نابینایی بیشتر به عبادت مشغول بود به خدابنده معروف شد.

## زندگانی

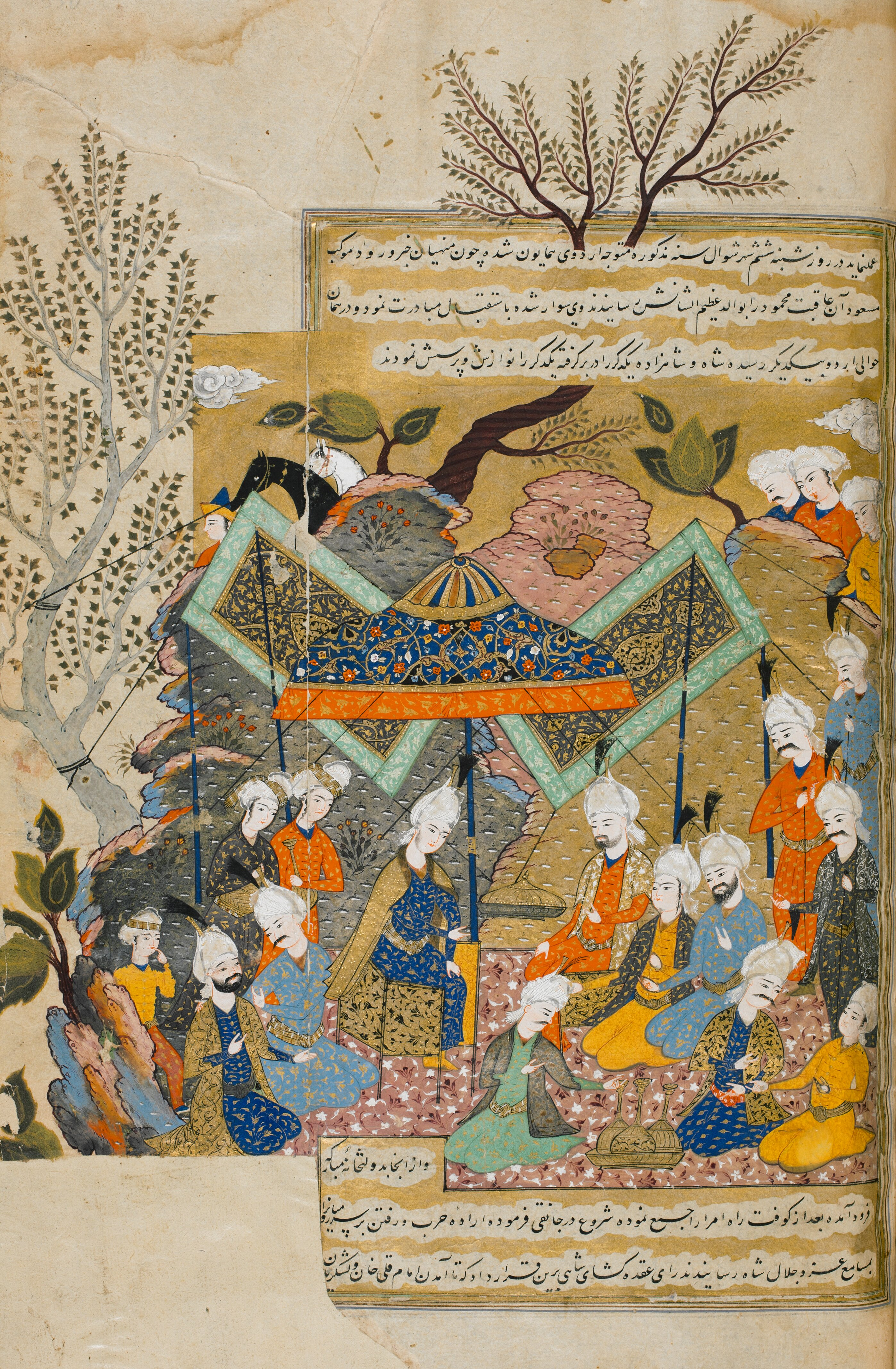
دیدار شاه محمد خدابنده از فرزندش حمزه میرزا در خلال جنگ های ایران و عثمانی از کتاب خلاصة التواریخ احمد منشی قمی

محمد خدابنده در سال ۹۳۸ قمری در تبریز متولد شد. هنگامی که شش ساله بود، شاه تهماسب حکومت خراسان را به او داد و محمدخان شرف الدین اوغلی تکلو را با منصب امیرالامرایی و همچنین به عنوان لل‍هٔ خدابنده، راهی خراسان کرد. خدابنده تا ۲۶ سالگی در هرات بود. در سال ۹۶۳ قمری، شاه تهماسب او را به قزوین احضار کرد و اسماعیل میرزا، پسر دیگرش را به همراه علی سلطان تکلو به هرات فرستاد، اما این جایگزینی دوامی نداشت. از آن‌جا که اسماعیل میرزا طبعی نا آرام داشت، شاه تهماسب او را به پایتخت فراخواند و پس از محبوس ساختن وی در قلعه قهقهه، در ۹۶۴ قمری حکومت خراسان را بار دیگر به خدابنده واگذاشت و این بار شاه قلی سلطان یکان استاجلو را لل‍ه و امیر الامراء کرد. در آن دوره محمد خدابنده در هرات دچار ضعف بینایی شد و در معالجه غفلت می‌کرد، رفته رفته آن ضعف قوت گرفته و نقص تمام در بینایی وی پدید آمد.
خدابنده در ۹۷۳ قمری با خیرالنساءبیگم در قزوین ازدواج کرد. در ۹۷۴ قمری، عبدالله خان ازبک با سی‌هزار سوار به خراسان حمله کرد. از این‌ رو، خدابنده به دفع او مصمم شد و چون نتوانست سپاهی جمع کند، فقط با سیصد سوار به مقابله خان ازبک شتافت و نصایح اطرافیانش را مبنی بر امتناع از حمله با این عده کم نپذیرفت. او برای در امان ماندن از حمله ازبکان، در قلعه تربت پناه گرفت و در محاصره آنها افتاد، اما نیروهای قزلباش به موقع به کمک او رسیدند و ازبکان را به بخارا فراری دادند. در همین گیرودار، میانه خدابنده و شاه قلی سلطان به‌هم خورد و هریک شکایت نامه‌هایی به شاه تهماسب فرستادند. شاه تهماسب ابتدا دستور داد که خدابنده به شیراز برود و پسرش حمزه میرزا حاکم هرات بشود ولی چون خدابنده و خیرالنساءبیگم طاقت دوری از حمزه میرزا را نداشتند، شاه تهماسب به جای حمزه میرزا، عباس میرزا پسر کوچکتر خدابنده را حاکم هرات قرار داد و در سال ۹۸۰ قمری خدابنده با حمزه میرزا به شیراز رفتند. با درگذشت شاه تهماسب، شاه اسماعیل دوم در قزوین به سلطنت رسید. او پس از جلوس دست به کشتار وسیع شاهزادگان صفوی زد. دستور کشتن خدابنده و فرزندانش نیز صادر شده بود، اما پیش از عملی شدن آن، شاه اسماعیل دوم درگذشت. امیران قزلباش با صلاح‌دید پری خان خانم، محمد خدابنده را جانشین شاه تهماسب اعلام کردند و او را به قزوین فراخواندند. شاید سبب این انتخاب ناتوانی خدابنده در امر حکومت و نابینایی او بود تا قدرت در دست پریخان‌خانم باقی بماند. تا آمدن خدابنده به قزوین، پریخان‌خانم به همراهی دایی‌اش، شمخال سلطان، گرداننده امور بود. خدابنده هنوز از شیراز حرکت نکرده بود که میرزا سلمان جابری اصفهانی (وزیر شاه‌اسماعیل دوم)، که برای آگاهی از اوضاع قزوین به آنجا رفته بود، وی را از قدرت پریخان‌خانم مطلع کرد. با این‌ همه، خدابنده در ۹۸۵ قمری از شیراز به اصفهان رفت و حکومت آنجا را به پسرش حمزه‌میرزا و میرحسین‌خان مازندرانی سپرد و پس از دیدار مادرش در کاشان، راهی قزوین شد. اطرافیان پریخان‌خانم که از بی‌التفاتی خدابنده و مهدعلیا به خودشان آگاه شده بودند، خواستند به کمک شمخال سلطان آنان را از بین ببرند، اما توفیقی نیافتند و امیران خدابنده با ترفندی شمخال سلطان را از قزوین دور کردند. شاه محمد خدابنده در ۹۸۶ قمری در قزوین جلوس کرد و در منابع از این تاریخ به بعد او را نواب سکندرشأن نامیده‌اند. دیری نپایید که پریخان‌خانم و شمخال سلطان، ظاهراً با توطئه خیرالنساءبیگم کشته شدند و پس از آن، خدابنده که اراده‌ای از خود نداشت، کارهای حکومتی را عملاً در اختیار خیرالنساءبیگم ملقب به مهدعلیا و میرزا سلمانِ وزیر قرار داد. خدابنده برای جلب حمایت امیران قدرتمند قزلباش، خزاین شاه‌تهماسب را به آنان بخشید. در ۹۸۷ قمری، عثمانیان با آگاهی از نابسامانی اوضاع ایران، جنگ ایران و عثمانی را آغاز کردند و  به دستور سلطان مراد سوم به گنجه حمله کردند و با دادن تلفات بسیار بر قلعه تفلیس دست یافتند. در همین سال، امیران قزلباش که از دخالت‌های خیرالنساءبیگم در امور حکومتی ناخرسند بودند، او را در حضور خدابنده به قتل رساندند. پادشاه صفوی از بیم قزلباشان و از شدت ناتوانی، این حادثه را از تقدیرات آسمانی شمرد و حتی عاملان این حادثه را تنبیه نکرد. از این زمان به بعد، اوضاع نابسامان‌تر شد. حمزه میرزا، با وجود سن کم، سعی کرد به پدرش کمک کند، اما امیران قدرتمند قزلباش مانع کار او شدند. حتی مرشدقلی‌خان استاجلو و علیقلی‌خان شاملو، عباس‌میرزا را در خراسان پادشاه اعلام کردند، لیکن این حادثه با تدبیر میرزا سلمان، که پس از خیرالنساءبیگم امور را به دست گرفته بود، حل شد. با کشته‌شدن میرزا سلمان که با توطئه امیران قزلباش طراحی شده بود، خدابنده که خود از این ماجرا خبر داشت، ناتوان‌تر از پیش بر مسند حکومت باقی ماند. در ۹۹۲ قمری، هنگامی که نیروهای عثمانی به آذربایجان حمله کردند، خدابنده همراه حمزه‌میرزا به آنجا شتافت، اما با کشته شدن امیرخان ترکمان، والی آذربایجان که با دسیسه طوایف شاملو و استاجلو و به‌دستور خدابنده یا به روایتی حمزه‌میرزا صورت گرفت، نیروهای عثمانی، با وجود رشادت‌های حمزه‌میرزا، بر تبریز دست یافتند. در ۹۹۴ قمری، در پی قتل حمزه‌میرزا که با توطئه امیران قزلباش، به‌خصوص شاملوها و استاجلوها انجام گرفت، خدابنده بیش از پیش ناتوان و درمانده شد. او از بیم قزلباشان و برای جلوگیری‌ از تشدید اختلافات داخلی‌از انتخاب جانشین خودداری کرد، چرا که در این زمان، ترکمانان و تکلوها از شاهزاده تهماسب‌میرزا، و امیران خراسان و به‌خصوص شاملوها از عباس‌میرزا حمایت می‌کردند و علیقلی‌خان فتح اوغلی استاجلو و اسماعیل قلی‌خان که در قتل حمزه‌میرزا دست داشتند، خواهان جانشینی شاهزاده ابوطالب‌میرزا بودند. سرانجام، خدابنده در برابر پافشاری طرفداران ابوطالب میرزا تسلیم شد و او را به جانشینی خود انتخاب کرد. چون این خبر به خراسان رسید، مرشدقلی‌خان به همراه عباس‌میرزا و برخی از نزدیکانش به جانب قزوین حرکت کردند و این در حالی بود که عبدالله خان ازبک تدارک حمله به هرات را می‌دید. در همین گیرودار نیز خدابنده و ابوطالب‌میرزا برای رتق و فتق امور اصفهان و فارس به آن نواحی رفته و از پایتخت دور بودند. از این‌رو، گروهی از طوایف شاملو که در قزوین بودند، حمایتشان را از عباس‌میرزا اعلام کردند و پس از ورود عباس‌میرزا و همراهانش به قزوین، درباریان از او اطاعت کردند. در همین زمان، از اردوی خدابنده خبر رسید که در میان حامیان ابوطالب میرزا چنددستگی پیدا شده است و بسیاری از آنان مخفیانه به قزوین بازگشته و از مقابله با طرفداران عباس‌میرزا خودداری کرده‌اند. خدابنده و ابوطالب‌میرزا که وضع را چنین دیدند، مجبور به بازگشت به قزوین شدند و عباس‌میرزا به‌گرمی از آنان استقبال کرد. خدابنده، خسته از وضع نابسامانش خود را از سلطنت خلع و تاج شاهی را بر سر عباس‌میرزا گذاشت.

## شاعری
شاه محمد خدابنده گاهی شعر هم می‌گفت و تخلص وی فهمی بود. وی همچنین به هزل، شوخی و مطایبه نیز علاقه‌مند بود.

## مرگ
شاه محمد در سال ۱۰۰۴ هجری، هنگامی که شاه عباس به خراسان لشکر کشیده بود، در قزوین به مرض اسهال درگذشت. جسدش را نخست در امامزاده حسین قزوین به امانت نهادند، و پس از چندی به عتبات فرستادند.